# Cassida montana
Cassida montana es un coleóptero de la familia Chrysomelidae.
Fue descrita científicamente en 1999 por Borowiec.